# 大伴武日
大伴武日（日语：／ Ōtomo no Takehi，？—？）是《日本書紀》記載的日本古代人物，《日本書紀》稱其為大伴武日連，其他文獻則稱為大伴健日連，《古事記》則沒有記載。大伴連的遠祖，垂仁天皇時期五大夫之一。在景行天皇在位期間，曾經跟隨日本武尊東征蝦夷。

## 生涯
按《日本書紀》垂仁天皇25年（前5年）2月8日條記載，彥國葺與阿倍臣之祖武渟川別、中臣連之祖大鹿島、物部連之祖物部十千根和和珥臣之祖彥國葺命一同獲稱為「大夫」，並且負責天皇有關神祇祭祀的事宜。

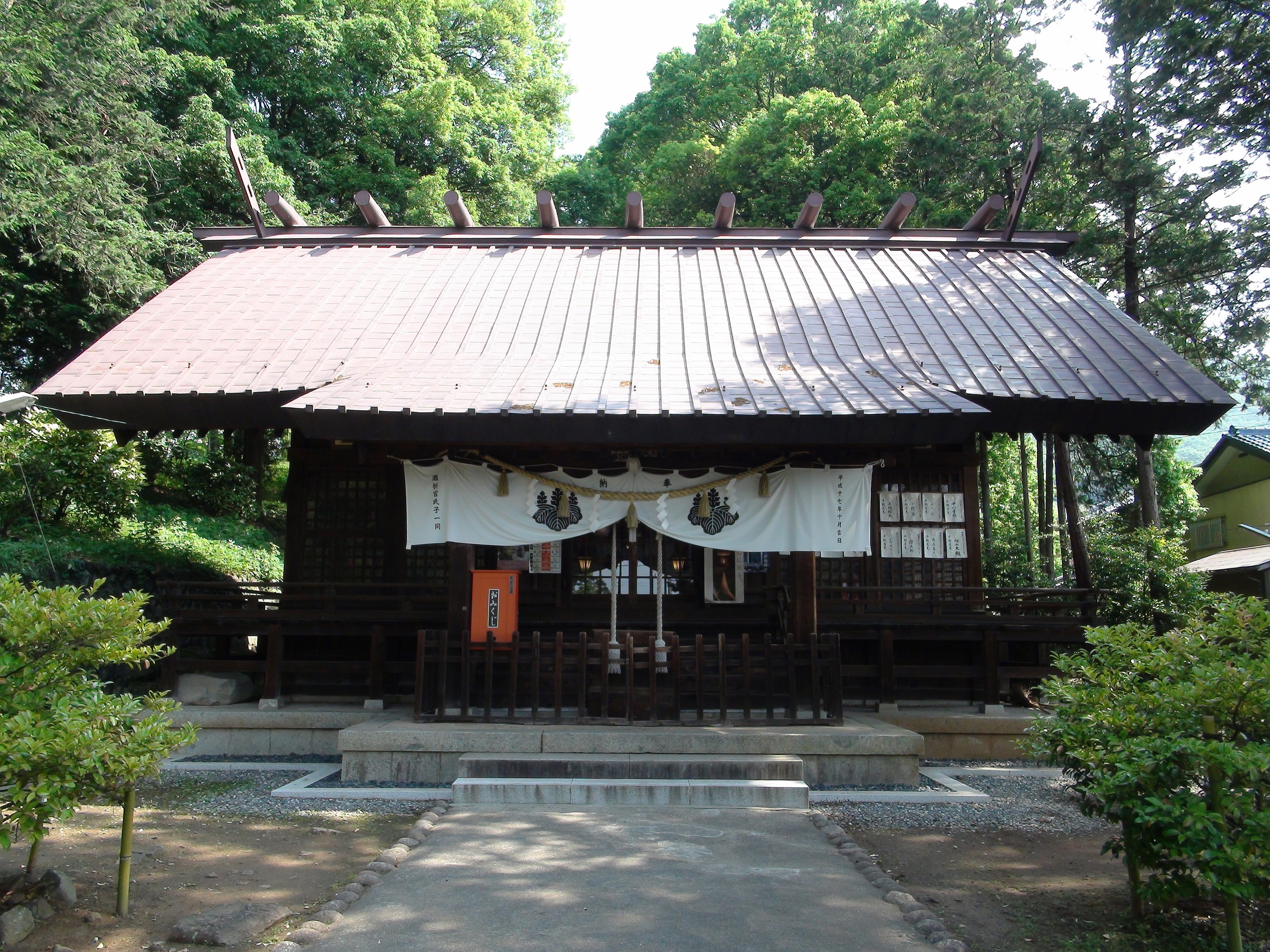
酒折宮（山梨縣甲府市）
《日本書紀》中「酒折宮」的傳承地。

按《日本書紀》景行天皇40年（110年）7月16日條記載，日本武尊東征蝦夷時，武日與吉備武彥也有隨行。東征期間，武日在甲斐酒折（現山梨縣甲府市酒折附近）獲日本武尊賜予靭部。
按《日本三代實錄》貞觀3年（861年）11月11日條記載，在伴善男呈交的中，提及武日在景行天皇時期跟從日本武尊平定東國，並且獲賜予讚岐國。同時，奏摺亦有提到以武日之子大伴武以為首的一眾子孫，其中在允恭天皇時期，倭胡連公獲任命為讚岐國造。